# 神木孝一
神木 孝一（かみき こういち、10月9日 - ）は、日本の男性声優。長崎県出身。アイムエンタープライズ所属。

## 略歴
日本ナレーション演技研究所出身。2018年にアイムエンタープライズ所属。
2021年放送のテレビアニメ『マブラヴ オルタネイティヴ』の白銀武役で初レギュラー、および初主演。テレビアニメのスタジオオーディションに参加すること自体が初であり、「これがラストチャンスだ！」という思いで挑んだと語っている。

## 人物
趣味は落語・スイングダンス。特技は卓球。

## 出演
太字はメインキャラクター。

### テレビアニメ
2019年
- あんさんぶるスターズ!（男子生徒）
- 俺を好きなのはお前だけかよ（綾小路颯斗）
- スタミュ（生徒）

2020年
- ちはやふる3（周防正〈子供時代〉）

2021年
- イジらないで、長瀞さん（男性）
- 先輩がうざい後輩の話（男子B）
- マブラヴ オルタネイティヴ（2021年 - 2022年、白銀武） - 2シリーズ

2022年
- 魔入りました!入間くん（生徒たち）

2023年
- テクノロイド オーバーマインド（研究員）
- かぐや様は告らせたい-ファーストキッスは終わらない-（生徒）

2024年
- 黄昏アウトフォーカス（男子部員）

2025年
- パズドラ（製造番号107）
- ヴィジランテ-僕のヒーローアカデミア ILLEGALS-（鰻沢照生）

### Webアニメ
- みるタイツ（2019年、生徒）

### ゲーム
- アルテイルNEO（2019年、白銀黒狼『メティス』、魔女の剣『バリー』）
- ゴッドイーター レゾナントオプス（2019年、テオ・ビューヒナー）
- 天地の如く（2019年、周倉）
- AFKアリーナ（2020年、ドレイス、オスカー）
- コードギアス 反逆のルルーシュ ロストストーリーズ（2022年）
- マブラヴ：ディメンションズ（2023年 - 2024年、白銀武[7]）

### ドラマCD
- いつか恋になるまで（2020年、友人1[8]）

### オーディオドラマ
- Toi et Moi（トワエモア）（2022年、瑠海 -Ruka-[9]）
- 龍華記（2022年、なよ竹[10]）

### デジタルコミック
- 大人はわかってくれない。（2020年、御園景[11]）
- 男女の友情は成立する?（いや、しないっ!!）（2022年、夏目悠宇[12]）
- Ghostwriter（2023年、鞍太愛ノ助[13]）

### Web配信番組
- 下野紘の「風雲ほぼはじ道場」（2021年 ｰ 、YouTube） - パーソナリティー[14]

### Webラジオ
- アニメ マブラヴ オルタネイティヴ通信局 [15]（2021年、HiBiKi Radio Station） - パーソナリティー

### その他コンテンツ
- 『さよなら、誰にも愛されなかった者たちへ』PV（2023年、真城終一[16]）

### シリーズ一覧
1. ↑  第1期（2021年）、第2期（2022年）